# Liparis somae
Liparis somae är en orkidéart som beskrevs av Bunzo Hayata. Liparis somae ingår i släktet gulyxnen, och familjen orkidéer. Inga underarter finns listade i Catalogue of Life.